# Eva Mottley
Eva Mottley (24 de outubro de 1953[carece de fontes?] — 14 de fevereiro de 1985) foi uma atriz britânica, mais conhecida por seu papel como Bella O'Reilly nos aclamados teledrama Widows.